# Arcada supraciliar

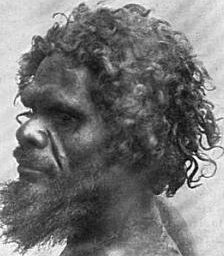
Aborígene australiano

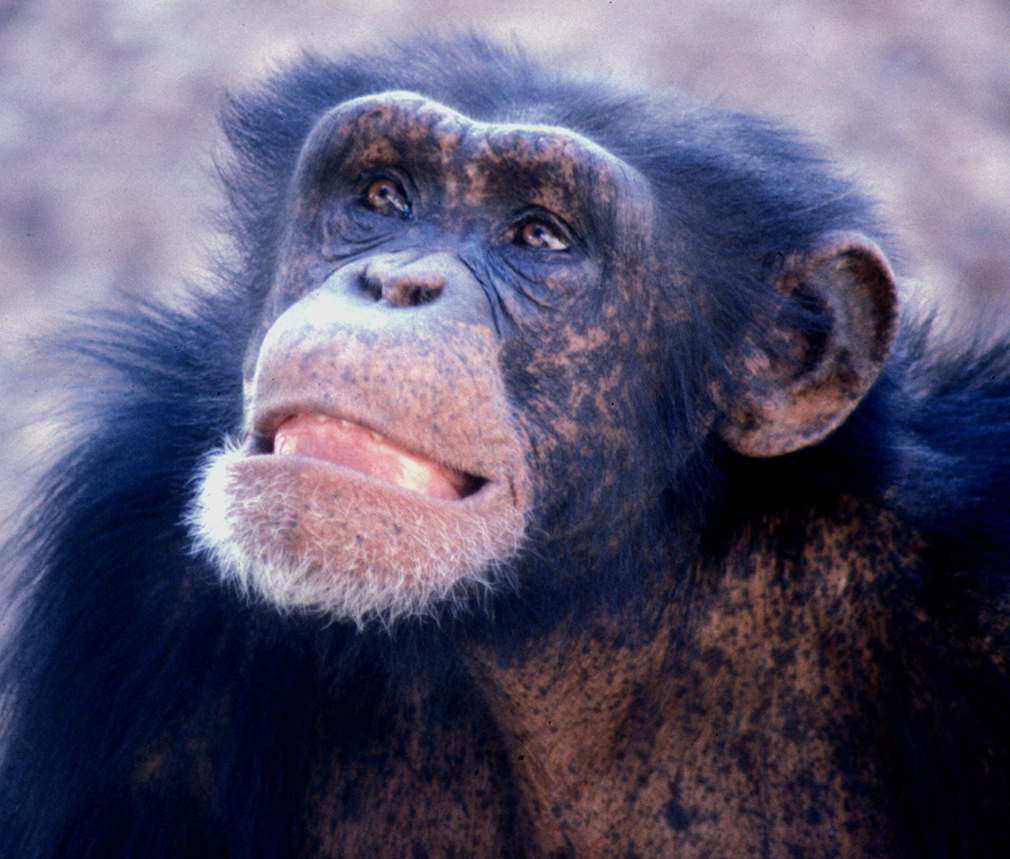
O chimpanzé possui uma proeminente arcada supraciliar.

A arcada supraciliar refere-se a protuberância óssea acima das órbitas nos primatas. No homem, ela é localizada em sua margem inferior, e no homem moderno, é bastante diminuta, se comparada com humanos arcaicos. 

## Conceito antropológico
O tamanho dessa protuberância varia entre diversas espécies de primatas, tanto em espécies viventes, quanto fósseis. Os parentes mais próximos do homem, os chimpanzés e gorilas, possuem uma pronunciada arcada supraciliar que também é chamada de torus frontal ou torus supraobital, que é reduzida em humanos modernos. O registro fóssil aponta que essa estrutura diminui na medida que a caixa craniana se torna mais arredondada, volumosa e em posição vertical, acima da face.